# Flanke (Militär)
Flanke wird im Militärwesen als taktischer Begriff und als Begriff in der Festungsbaukunst verwendet.

## Taktik
Die Seiten einer nach der Tiefe gegliederten Truppe (auf dem Marsch oder im Gefecht) werden als Flanken bezeichnet. Da die Masse der Waffen nur nach vorn (in Feindrichtung) wirken kann, waren und sind die Flanken stets besonders gefährdet. Gegen seitliche Angriffe (Flankenangriffe) schützen sich Truppen durch
- Flankensicherung (Kräfte, die zur Aufklärung oder Überwachung seitlich neben den Haupttruppen eingesetzt sind),
- Anlehnung an natürliche (Berge, Sümpfe, Flüsse) oder künstliche (Minensperren, Festungen) Hindernisse, oder durch
- Anlehnung an Nachbartruppen in Nachbarabschnitten, mit denen sie in taktischer Verbindung stehen.

Die besondere Bedeutung von Operationen gegen die Flanke des Feindes ergibt sich aus der Möglichkeit, das Kräfteverhältnis extrem zu eigenen Gunsten zu verschieben.

### Flankenangriff Funktionsprinzip

#### Fiktives Beispiel
Eine Armee von 10.000 Mann wird von 2.000 Mann in der Flanke angegriffen. Beide Armeen sind nach den Prinzipien der Lineartaktik aufgestellt. Dem ersten Treffen von drei Gliedern mit je einem Meter Abstand folgt in 100 Meter Entfernung ein zweites ebenso aufgestelltes Treffen. Der Zwischenraum wird an den Seiten durch eine ebenfalls dreigliedrige Kolonne als Flankenschutz gedeckt. Die 10.000-Mann-Armee hat also eine Tiefe von etwa 110 Metern und eine Breite von ca. 1.300 Metern (1 Mann 0,5 m tief, 0,8 m breit). Die angreifende 2.000 Mann Armee hat bei gleicher Tiefe (da sie genauso aufgestellt ist), eine Breite von etwa 210 Metern. Da das Gefecht nur in der Flanke der größeren Armee stattfindet, kann sie außer ihrer Flankensicherung (ca. 200 Mann) nur wenige Soldaten des angegriffenen Flügels zur Abwehr einsetzen, der Rest muss erst dorthin in Marsch gesetzt werden. Der Angreifer kann jedoch sein erstes Treffen (ca. 800 Mann) sofort vollständig wirksam einsetzen. Das Gesamtkräfteverhältnis von 5:1 gegen ihn hat sich also am Ort des Gefechts zu einem Verhältnis von 4:1 zu seinen Gunsten geändert. Bei optimalem Verlauf kann die schwächere Armee die jeweils vor ihr stehenden Feindkräfte zerschlagen, bevor neue Kräfte herangeführt werden und damit ihre örtliche Überlegenheit bewahren. In diesem Fall würde sie den Feind von der Flanke her aufrollen.
Aus diesem Grund findet sich beinahe in der gesamten Geschichte des Krieges das Bemühen, dem Gegner die Flanke abzugewinnen und ihn dort zu schlagen. Um dies zu verhindern, wurden die Bewegungen des Gegners immer möglichst umfassend aufgeklärt und nötigenfalls die eigene Front mit den Bewegungen des Gegners gedreht. 
Ersatzweise strebte man den Durchbruch durch die feindliche Front an, um danach entweder gegen den Rücken oder die beiden neu geschaffenen (in der Front liegenden) Flanken anzugreifen und den Feind dann nach beiden Seiten aufzurollen.

### Geschichte

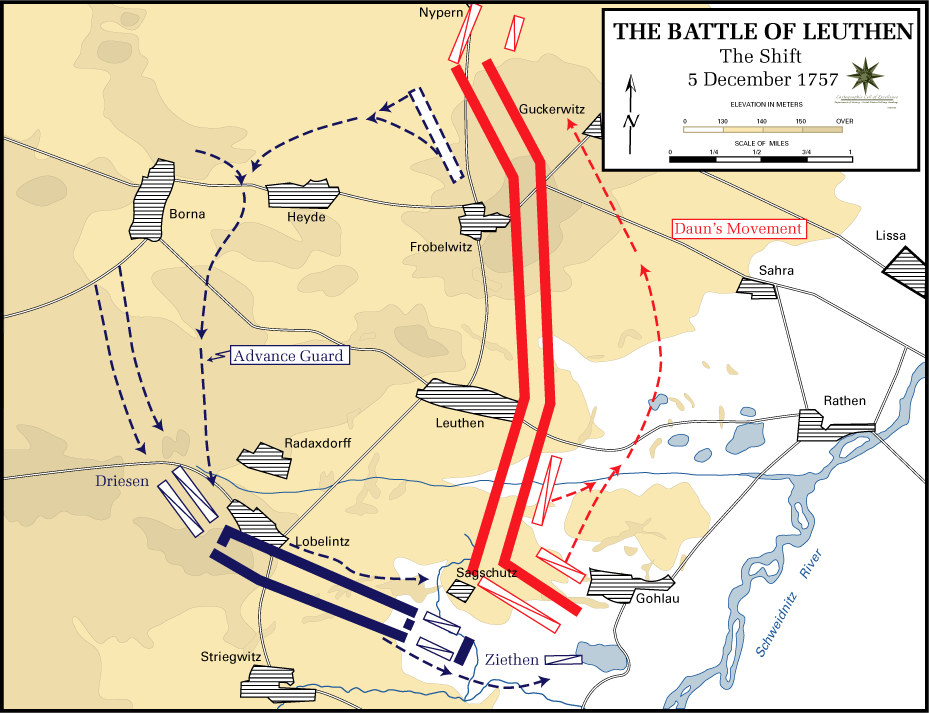
Schlacht von Leuthen: Die Österreicher (rot) haben ihren linken Flügel zum Schutz der Flanke nach hinten umgebogen. Die preußische Armee (blau) geht gegen diese Flanke vor und hat zwischen ihren Treffen an den Seiten Truppen zum eigenen Flankenschutz aufgestellt

Im Altertum wurden während der Schlacht die Flanken meist nicht gesondert gesichert. Die Kavallerie stand zwar zu Beginn auf den Flügeln und hatte damit auch die Flanken und ihren Schutz zu übernehmen, führte dann aber meistens ihren eigenen Kampf gegen die feindliche Kavallerie. Aufgabe der Feldherren war es die Truppen so aufzustellen, dass der Feind sie nicht überflügeln und dadurch in die Flanke kommen konnte. Während der Märsche hat die Kavallerie bis in die späte Neuzeit (teilweise auch noch im Zweiten Weltkrieg) die Sicherung der Flanken übernommen.
Als wirksames Mittel, einen Flankenangriff zu ermöglichen, erwies sich die schiefe Schlachtordnung, bei der der eine Flügel des Heeres auf Kosten des anderen massiv verstärkt wird. Mit Hilfe dieser Taktik konnte die Schlacht bei Leuktra im Jahr 371 v. Chr. im Konflikt zwischen Sparta und Theben gewonnen werden, ebenso die Schlacht bei Issos durch Alexander den Großen und die Schlacht von Pharsalos durch Cäsar. Zu den wenigen Schlachten, bei denen tatsächlich direkt die Flanke angegriffen wurde (wenn man von Angriffen auf marschierende Armeen absieht), zählt die Schlacht bei Leuthen.
Mit Aufkommen der Lineartaktik zwangen die dünnen Linien zur Bildung wenigstens einer weiteren Linie (Zweites Treffen), die der vorderen folgte und entstehende Lücken zu schließen hatte. Die seitliche Lücke zwischen den Linien (die Flanke) wurde seit dem durch besonders zu diesem Zweck an den Rändern der Linie aufgestellte Truppen gedeckt. Die Lineartaktik war gegen Flankenangriffe jedoch nicht anfälliger als Truppen es heutzutage sind. In der Kolonnentaktik des frühen 19. Jahrhunderts wurden die Flanken meist durch rückwärts gestaffelte Verbände geschützt, die im Falle einer Bedrohung schnell herangeführt werden konnten, ansonsten aber als Reserve verfügbar blieben. Bei der Schlacht von Waterloo hatte Napoleon seine Reserven weitestgehend eingesetzt, als die Preußen in seiner rechten Flanke erschienen. In der Schlacht von Königgrätz vereinigte Moltke seine Armeen erst auf dem Schlachtfeld. Als die preußische 2. Armee auf dem rechten Flügel und in der Flanke der Österreicher erschien, war die Schlacht für Preußen gewonnen. 
Ein weiteres klassisches Beispiel für Flankenangriffe ist die Schlacht bei Chancellorsville im amerikanischen Sezessionskrieg.
In der Zeit bis zum Ersten Weltkrieg dominierte der Flankenangriff das taktische Denken des deutschen Generalstabs. Die durchgehende Westfront des Ersten Weltkrieges bot nach dem Wettlauf zum Meer den Gegnern keine Flanken, da die Armeen an die Kanalküste bzw. die Alpen (und die neutrale Schweiz) angelehnt kämpften. An der Ostfront und an der Südfront wurde jedoch möglichst gegen die Flanken operiert. Als größte derartige Operation kann die 12. Isonzoschlacht gelten, bei der über den schwachen linken Flügel der italienischen 2. Armee die Flanke gewonnen wurde. Als Beispiel für strategische Flankenoperationen können die Besetzung Norwegens und Griechenlands im Zweiten Weltkrieg dienen, die die strategische Flanke des Deutschen Reichs bzw. seines Russlandfeldzuges decken sollten.

## Festungsbau
Im Festungsbau sind Flanken diejenigen Linien einer Deckung, die das unmittelbare Vorgelände einer anderen Verteidigungslinie in deren Längsrichtung bestreichen (flankieren).
Bei einzelnen selbständigen Festungswerken, wie Lünetten und Halbredouten, heißen diejenigen beiden Linien Flanken, die zur Bestreichung des seitlichen Geländes und zur Flankierung benachbarter Werke sowie der dazwischen liegenden Räume bestimmt sind. Bei Festungsumwallungen dienen die Flanken hauptsächlich zur Längenbestreichung der Festungsgräben, sie kommen hier als offene Wallflanken oder als kasemattierte Flanken vor.
Im bastionierten Grundriss können die Bastionsflanken bei geeigneter Anordnung der Front den Hauptgraben von der Mitte der Kurtine bis zur Spitze der Nebenbastion flankieren. Die Bastionsflanken waren ursprünglich senkrecht zur Kurtine gestellt (italienische Bauschule), später wurden sie (nach Daniel Specklin) in eine zu den Verteidigungslinien senkrechte Lage versetzt, wodurch eine bessere Flankierung erreicht werden konnte.